# Saint-Étienne
Saint-Étienne (Arpitaans: Sant-Etiève) is de hoofdstad van het Franse departement Loire. De stad ligt nabij de Loire, 500 km ten zuiden van Parijs en had op 1 januari 2022 172.569 inwoners. Met alle voorsteden erbij had de stad in 1999 321.703 inwoners. De inwoners van Saint-Étienne worden in het Frans stéphanois genoemd.
Historisch heeft de stad, die naar de heilige Stefanus is genoemd, een grote groei gekend na de industriële revolutie door de vondst van een groot steenkoolbekken in de regio. De stad met een sterk industrieel verleden, waar ook meerdere legerregimenten gelegerd waren, onderging op het eind van de 20e eeuw een intensief traject van stadskernvernieuwing met de nadruk op de designindustrie, een herbronning die erkend werd toen de UNESCO de stad in 2010 toevoegde aan het UNESCO-netwerk van creatieve steden.

## Geschiedenis
De plaats werd voor het eerst vermeld aan het begin van de 13e eeuw en was minstens al in 1258 een zelfstandige parochie. Het oude Saint-Étienne lag dicht bij de Furan aan de voet van de heuvel Sainte-Barbe. In de 15e eeuw kende de plaats een eerste bloei door haar markt. Tussen 1436 en 1440 kreeg Saint-Étienne een stadsmuur met daarin twee poorten: Porte de Furan in het oosten en Porte de Roannelle in het westen. De stad bekwam bepaalde vrijheden, onder andere het recht om consuls te verkiezen. Er werden nieuwe verbindingswegen aangelegd naar steden in de omgevingen, er kwamen werkplaatsen en watermolens en de stad groeide met wijken buiten de stadsmuur, ook aan de overzijde van de Furan. 
De stad groeide verder in de 17e en 18e eeuw met steenkoolmijnen, metaalnijverheid en zijde-industrie. Er vestigden zich ook veel kloosters in de stad: franciscanen, dominicanessen, kapucijnen, visitandinnen en ursulinen. De wapenindustrie bloeide door de revolutionaire en daarna de napoleontische oorlogen.
In 1855 volgde een fusie met de buurgemeenten Montaud, Beaubrun, Valbenoite en Outre-Furan. Saint-Étienne, als grootste stad van het departement, werd toen ook prefectuur van Loire ten koste van Montbrison. Dit betekende dat de stad ook een belangrijk administratief centrum werd. Daarentegen kende de industrie een tijdelijke terugval tussen 1860 en 1890. Saint-Étienne was als een van de eerste Franse industriesteden aangesloten op het spoorwegnetwerk. Maar vanaf 1860 waren ook andere Franse industriegebieden bereikbaar per spoor en zij betekenden een grote concurrentie voor Saint-Étienne: de steenkoolbekkens in het noorden en de ijzerindustrie in Lotharingen. Ook de zijde-industrie, die voornamelijk zijden linten maakte, kende een terugval omstreeks 1870.

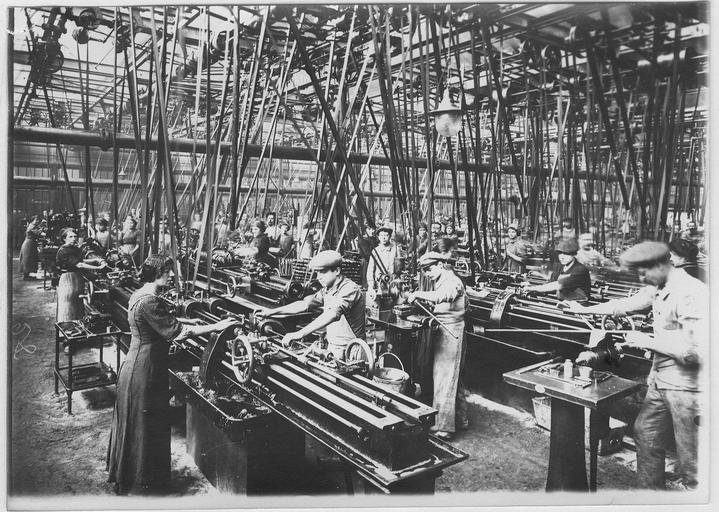
Manufacture d'Armes, wapenfabriek (1916)

Na 1890 herstelde de industrie zich door een doorgedreven specialisatie. Zo kwam er staalindustrie en de fabrieken waar fietsen en auto-onderdelen werden gemaakt. Ook de winkelketen Casino ontstond in Saint-Étienne. Door de Eerste Wereldoorlog draaiden de wapenfabrieken op volle toeren en de stad trok veel arbeidsmigranten aan uit het omliggende platteland. Vanaf 1927 liet de economische crisis zich voelen. De tewerkstelling kromp en de industrie was het toneel van stakingen. De bevolking van Saint-Étienne verarmde en een deel van de bevolking trok weg. Pas vanaf de jaren 1950 was er een heropleving. De steenkoolmijnen waren in 1946 genationaliseerd. De productie werd gemoderniseerd. Ook de metaalindustrie moderniseerde en richtte zich meer op consumptiegoederen. En de textielindustrie bloeide opnieuw door een toegenomen vraag. Er kwamen arbeidsmigranten uit Noord-Afrika en er werden nieuwe wijken gebouwd om de groeiende bevolking te huisvesten.
In 1973 volgde een fusie met de gemeenten Saint-Victor-sur-Loire, Terrenoire en Rochetaillée. De gemeente werd zwaar getroffen door de crisis van de jaren 1970. In 1979 werkten er nog maar 730 mensen in de steenkoolmijnen tegenover 22.500 in 1946. De laatste steenkoolmijnen sloten in 1980. De gemeente probeerde zich te heroriënteren met de komst van de universiteit en de uitbouw van de hogescholen en culturele instellingen (theater, musea). Er kwam ook nieuwe, hoogtechnologische industrie.

## Geografie
De oppervlakte van Saint-Étienne bedroeg op 1 januari 2022 79,97 vierkante kilometer; de bevolkingsdichtheid was toen 2.157,9 inwoners per km².
Na Madrid en Sofia is Saint-Étienne met hoogteligging tussen 422 en 1.117 meter een van de grootste Europese steden op grotere hoogte.
De gemeente is onderverdeeld in 13 wijken. De wijk Saint-Victor-sur-Loire ligt afgescheiden van de rest van de gemeente als exclave aan de Loire.
De onderstaande kaart toont de ligging van Saint-Étienne met de belangrijkste infrastructuur en aangrenzende gemeenten.

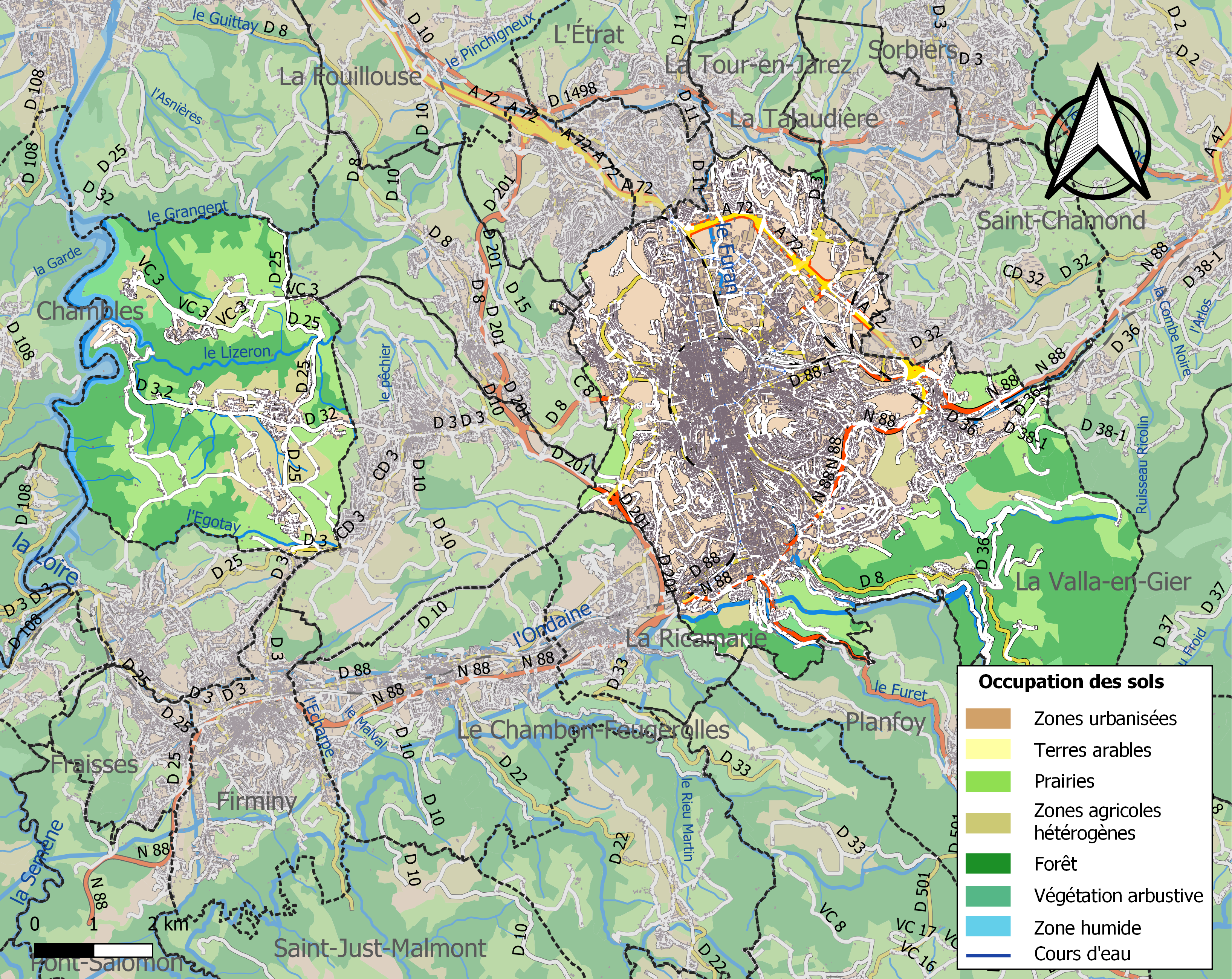

### Hydrologie

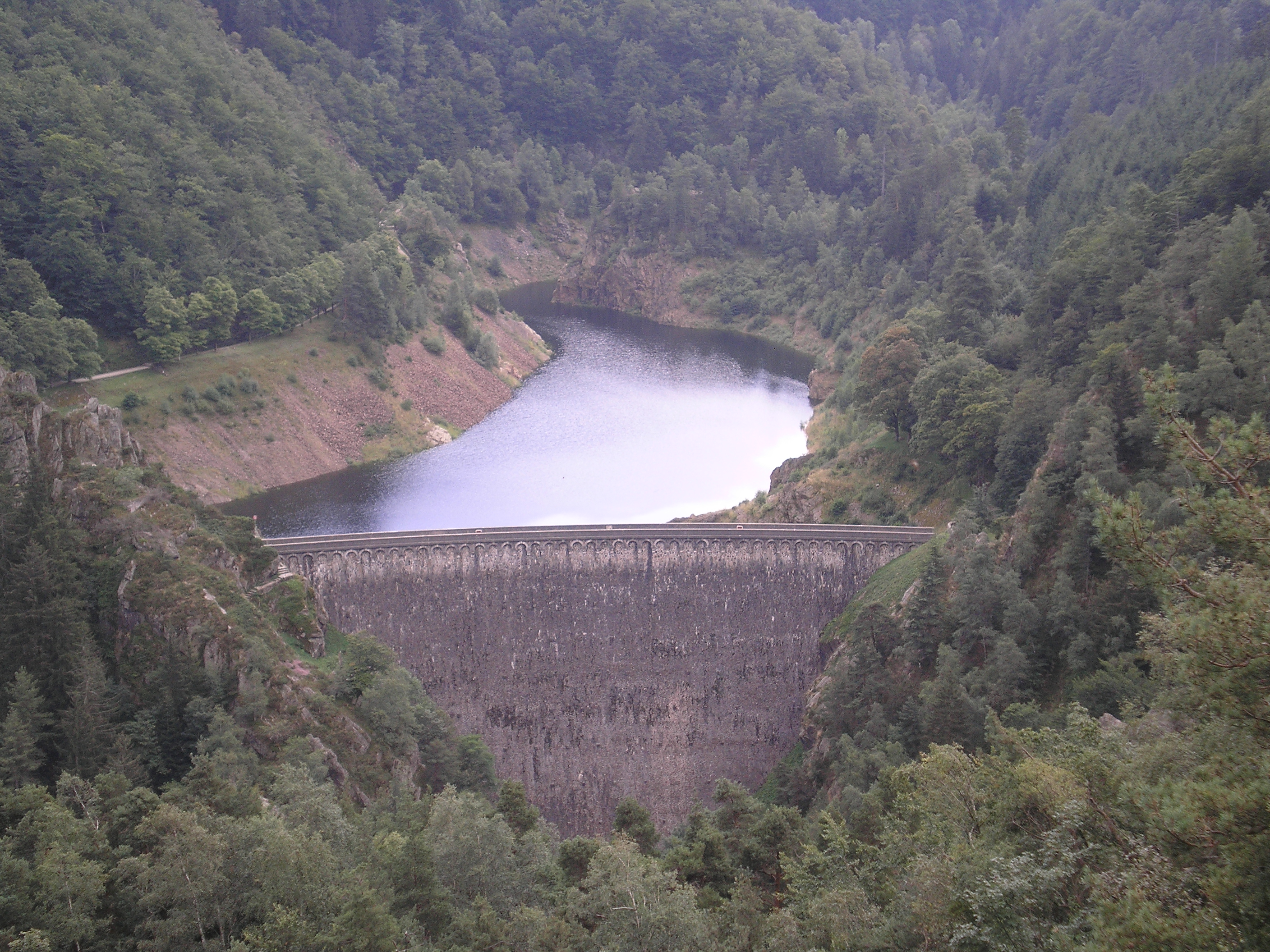
Een stuwdam op de Furan, ten zuidoosten van het stadscentrum

Het grondgebied van Saint-Étienne is verdeeld over twee stroomgebieden en een van de Europese hoofdwaterscheidingen loopt door de stad. Het grootste deel van de stad behoort tot het stroomgebied van de Loire. De stad zelf wordt doorkruist door de Furan, een zijrivier van de Loire. De Furan vloeit even voorbij de stad in de Loire. De heuvelachtige stad met meerdere valleien wordt ook doorstroomd door de Janon, een zijriviertje van de Gier die op zijn beurt uitmondt in de Rhône. Het zadelpunt (laagste punt van de waterscheiding tussen beide bekkens) ligt bij het eindpunt van de A72, ten oosten van het stadscentrum. De spoorlijn tussen Saint-Étienne en Lyon gaat hier in een tunnel onder dit zadel. De Terrenoire-tunnel is anderhalve kilometer lang en de langste tunnel op de spoorlijn.

### Geologie
De stad gaf zijn naam aan de gesteentelaag Stephanien, de bovenste stratigrafische etage van het Carboon. 

## Demografie
In 1790 telde de gemeente 28.140 inwoners. In 1872 telde de gemeente al 110.814 inwoners en in 1911 148.656 inwoners.
Onderstaande figuur toont het verloop van het inwonertal (bron: INSEE-tellingen).

## Vervoer

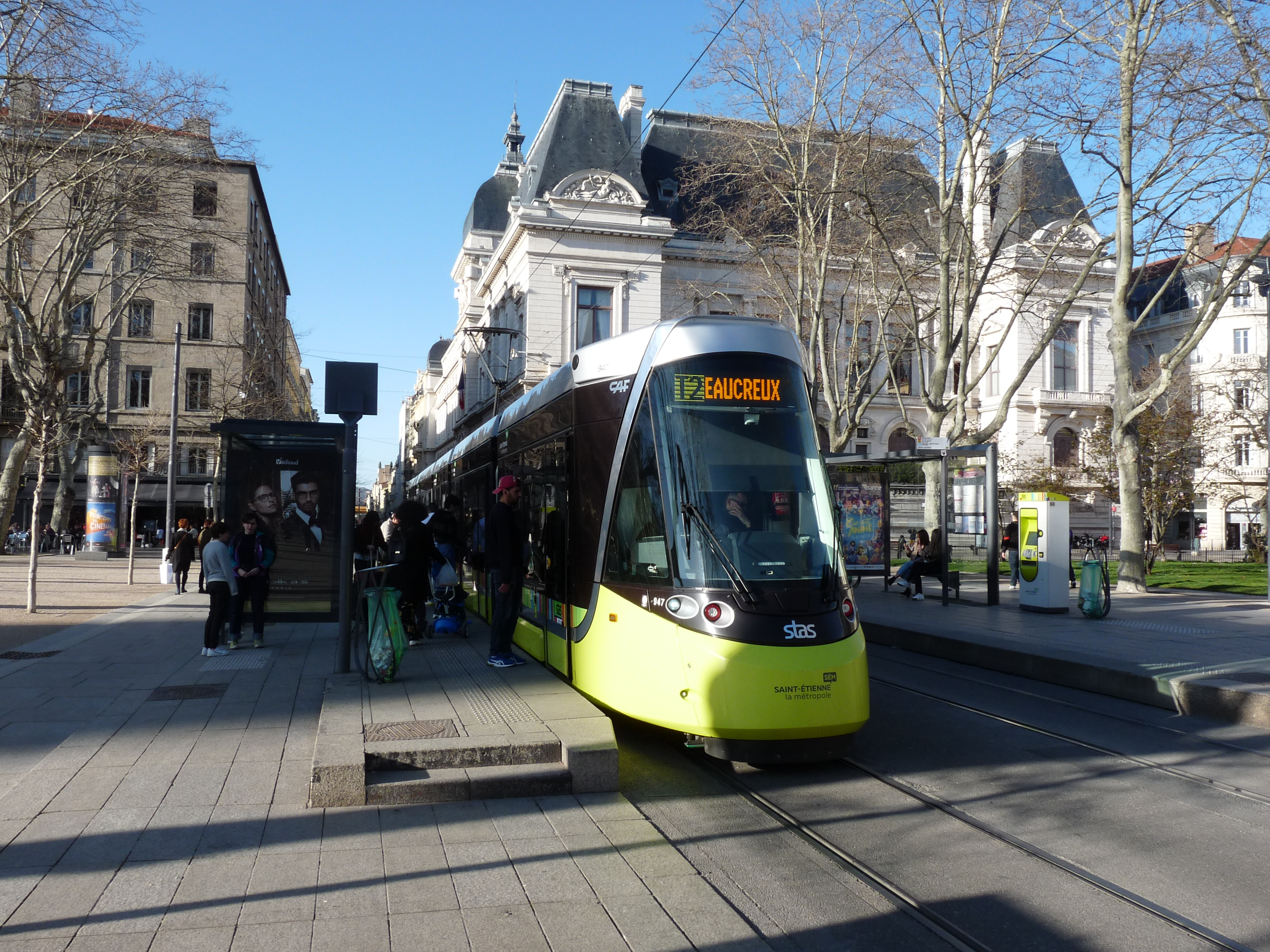
Tram van Saint-Étienne (2020)

Het stadsvervoerbedrijf STAS exploiteert drie tramlijnen, twee trolleybuslijnen en meerdere buslijnen. De tramlijn is sinds zijn ingebruikname in 1881 ononderbroken in dienst geweest in de stad en vervoert dagelijks meer dan 70.000 reizigers.
In de gemeente liggen de spoorwegstations Saint-Étienne-Bellevue, Saint-Étienne-Carnot, Saint-Étienne-Châteaucreux, Saint-Étienne-La Terrasse en Saint-Étienne-Le Clapier.
De stad op een dikke zestig km ten zuidwesten van Lyon wordt ontsloten door de drukke N88 en de aansluitende A47, maar ligt ook aan de A72 die de verbinding maakt met de A89, een belangrijke Franse oost-westverbinding.

## Onderwijs
- Université Jean-Monnet-Saint-Étienne
- École nationale supérieure des mines de Saint-Étienne
- EMLYON Business School

## Cultuur

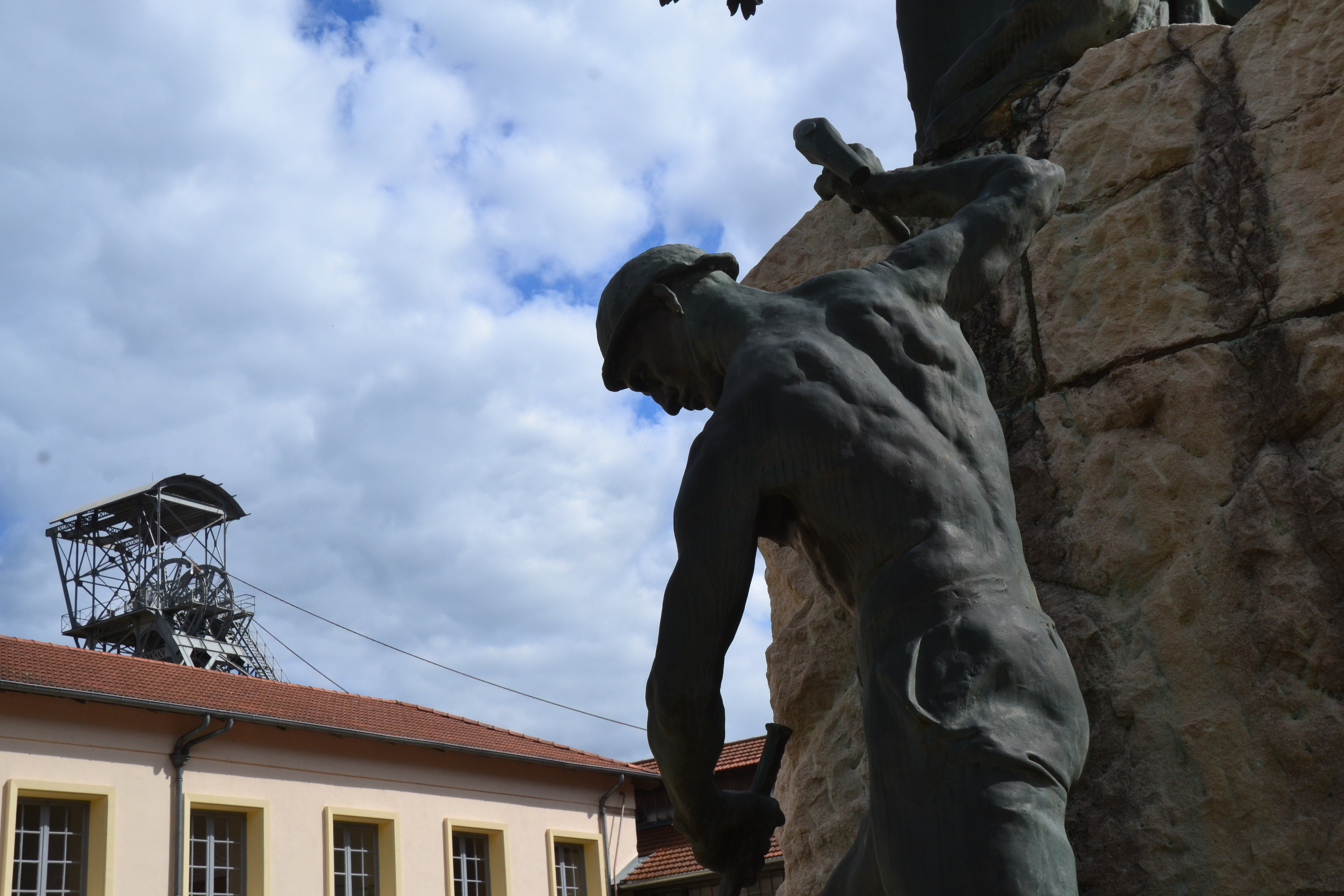
Couriot - Musée de la Mine

### Musea
- Musée d'art moderne et contemporain, museum geopend in 1987 in een gebouw ontworpen door Didier Guichard met een collectie 20e- en 21e-eeuwse kunst
- Couriot - Musée de la Mine, museum over het mijnverleden van Saint-Étienne in de gebouwen van een steenkoolmijn die werd gesloten in 1973
- Musée d'Art et d'Industrie, museum rond het industrieel verleden van de stad, erkend als Musée de France
- Mémorial de la Résistance et de la Déportation de la Loire, geopend in 1999

### Religie
Sinds 1970 is de stad de zetel van het rooms-katholieke bisdom Saint-Étienne.

### Sport
Saint-Étienne heeft een eigen voetbalteam in de hoogste divisie (Ligue 1) van Frankrijk, AS Saint-Étienne. De meervoudig Frans kampioen speelt haar wedstrijden in het Stade Geoffroy-Guichard. Saint-Étienne was met stadion speelstad bij het WK rugby van 2007, WK voetbal van 1998 en EK voetbal van 1984 en 2016. 
Saint-Étienne is 27 keer etappeplaats geweest in de wielerkoers Ronde van Frankrijk. Dit voor het eerst in 1950 en voorlopig voor het laatst in 2022. De Fransman Bernard Hinault won twee keer (in 1978 en 1986) in Saint-Étienne. De laatste ritwinnaar in Saint-Étienne is voorlopig de Deen Mads Pedersen.

## Stedenbanden
- Annaba (Algerije), sinds 1971
- Banská Bystrica (Slowakije), sinds 2006
- Ben Arous (Tunesië), sinds 1994
- Coventry (Verenigd Koninkrijk), sinds 1955
- Des Moines (Verenigde Staten), sinds 1984
- Ferrara (Italië), sinds 1960
- Fez (Marokko), sinds 2006
- Geltendorf (Duitsland), sinds 1966
- Granby (Canada), sinds 1960
- Katowice (Polen), sinds 1994
- Loehansk (Oekraïne), sinds 1959
- Nazareth Illit (Israël), sinds 1974
- Oeiras (Portugal), sinds 1995

- Patras (Griekenland), sinds 1990
- Toamasina (Madagaskar), sinds 1967
- Windsor (Canada), sinds 1963
- Wuppertal (Duitsland), sinds 1960
- Xuzhou (China), sinds 1984

## Bekende inwoners

### Geboren in Saint-Étienne
- Claude Fauriel (1772-1844), filoloog en historicus
- Marcellinus Champagnat (1789-1840), stichter van de Broeders Maristen en heilige
- Benoît Fourneyron (1802–1867), wetenschapper en uitvinder van de turbine
- Jules Janin (1804-1874), schrijver en criticus
- Jules Massenet (1842-1912), componist en muziekpedagoog
- Robert Martin (1898-1982), componist, muziekuitgever en cellist
- Jean Guitton (1901-1999), schrijver en filosoof
- Charles Exbrayat (1906-1989), schrijver van politieromans
- Gilbert Simondon (1924–1989), filosoof
- Roger Rivière (1936-1976), wielrenner
- Gerard Farison (1944-2021), voetballer
- Georges Bereta (1946-2023), voetballer
- Bernard Lavilliers (1946), chansonnier
- Orlan (1947), kunstenares
- Dominique Rey (1952), bisschop van het bisdom Fréjus-Toulon
- Georges Didi-Huberman (1953), kunsthistoricus en filosoof
- Jean Castaneda (1957), voetballer en voetbalcoach
- Jean-Louis Capezzali (1959), hoboïst
- Hervé Meschinet (1959), jazzsaxofonist en fluitist
- Gilles Delion (1966), wielrenner
- Vincent Cali (1970), wielrenner
- Julien Jurdie (1973), wielrenner
- Cédric Robert (1973), rallyrijder
- Willy Sagnol (1977), voetballer
- Thierry Gueorgiou (1979), oriëntatieloper
- Mariam Kamara (1979), Nigerese architecte
- Olivier Sorlin (1979), voetballer
- Sylvain Armand (1980), voetballer
- Anthony Bartholome (1982), voetballer
- Romain Reynaud (1983), voetballer
- Fabien Libiszewski (1984), schaker
- Loïc Perrin (1985), voetballer
- Aravane Rezaï (1987), tennisster
- Vivien Brisse (1988), wielrenner
- Quentin Caleyron (1988), baanwielrenner
- Jordan Sarrou (1992), mountainbiker
- Jordy Gaspar (1997), voetballer
- Yahya Nadrani (1997), voetballer

### Overleden in Saint-Étienne
- Nicolas Heurtier (1812-1870), ambtenaar en politicus
- Benoît Charvet (1828-1897), handelaar en politicus

Aix-en-Provence · Amiens · Angers · Argenteuil · Besançon · Bordeaux · Boulogne-Billancourt · Brest · Caen · Clermont-Ferrand · Dijon · Grenoble · Le Havre · Le Mans · Limoges · Lyon · Marseille · Metz · Montpellier · Montreuil · Mulhouse · Nancy · Nantes · Nice · Nîmes · Orléans · Parijs · Perpignan · Reims · Rennes · Rijsel · Rouen · Saint-Denis (Réunion) · Saint-Denis (Seine-Saint-Denis) · Saint-Étienne · Saint-Paul · Straatsburg · Toulon · Toulouse · Tours · Villeurbanne